# Kwadwo Baah Wiredu
Kwadwo Baah Wiredu, född 1952 i Asante Akim Agogo, Ghana, död 24 september 2008 i Sydafrika, var en ghanansk politiker som var Ghanas finansminister från 2005 till sin död.
Wiredu var medlem av parlamentet sedan 1997 och av regeringen sedan 2001, från 2005 som finansminister.